# Ruggero Pasquarelli
Ruggero Pasquarelli (n. 10 septembrie 1993, Citta Sant'Angelo, provincia Pescara) este un prezentator, actor și cântăreț italian. Ruggero a fost un participant la al patrulea sezon al versiunii italiene a X Factor și a jucat rolul lui Tom în cadrul programului de televiziune în turism, care a fost produs pentru Disney Channel Italia. Descoperirea sa internațională a experimentat cu rolul lui Federico în telenovela americano-latină:Violetta, care a fost, de asemenea, produsă pentru Disney Channel. Cel mai cunoscut serial în care a jucat este Soy Luna.

## Viață și Carieră
Ruggero Pasquarelli s-a născut în 1993, în Italia, Città Sant'Angelo, o localitate din provincia Pescara în regiunea Abruzzo. În 2004, s-a înscris la Academia de Teatru. Mai târziu a urmat Facultatea de Științe Sociale, fiind specializat în artele spectacolului. Din 2009, el a făcut parte din grupul de muzică 65013. Acesta a fost urmat de mai multe spectacole cu trupa. De asemenea, el a învățat să cânte la chitară, pian și voce modernă. Din septembrie 2010 Ruggero Pasquareli a participat la X Factor în versiunea italiană, unde și-a făcut debutul în cariera sa muzicală.
El a găzduit cel de-al doilea sezon al emisiunii Regele Social și formatul de desen animat Magic. 
El a fost împreună cu Candelaria Molfese din 2014, dar s-au despărțit în octombrie 2020. S-au întâlnit în timpul filmărilor Violetta. 
După succesul serialului Violetta, Ruggero a renunțat la ultimul tur live Violetta pentru a începe filmările noului serial, Soy Luna. Filmările au început în 2015, iar proiectul a luat sfârșit în noiembrie 2018. A jucat rolul principal, Matteo Balsano, alături de Karol Sevilla.
În 2020 și-a început cariera de solist sub numele RUGGERO, urmând ca în 2021 să își lanseze primul album.

## Apariții
| Anul      | Titlul       | Personajul       | Nota            |
| --------- | ------------ | ---------------- | --------------- |
| 2010      | Factor X     | El însuși        | Participant     |
| 2011      | Social King  | El însuși        | -               |
| 2011-2012 | In Tour      | Tom              | Protagonist     |
| 2012-2015 | Violetta     | Federico Paccini | Actor           |
| 2016-2018 | Soy Luna     | Matteo Balsano   | Rolul principal |
| 2016      | Pijama Party | El însuși        | Invitat         |